# Copo Old fashioned

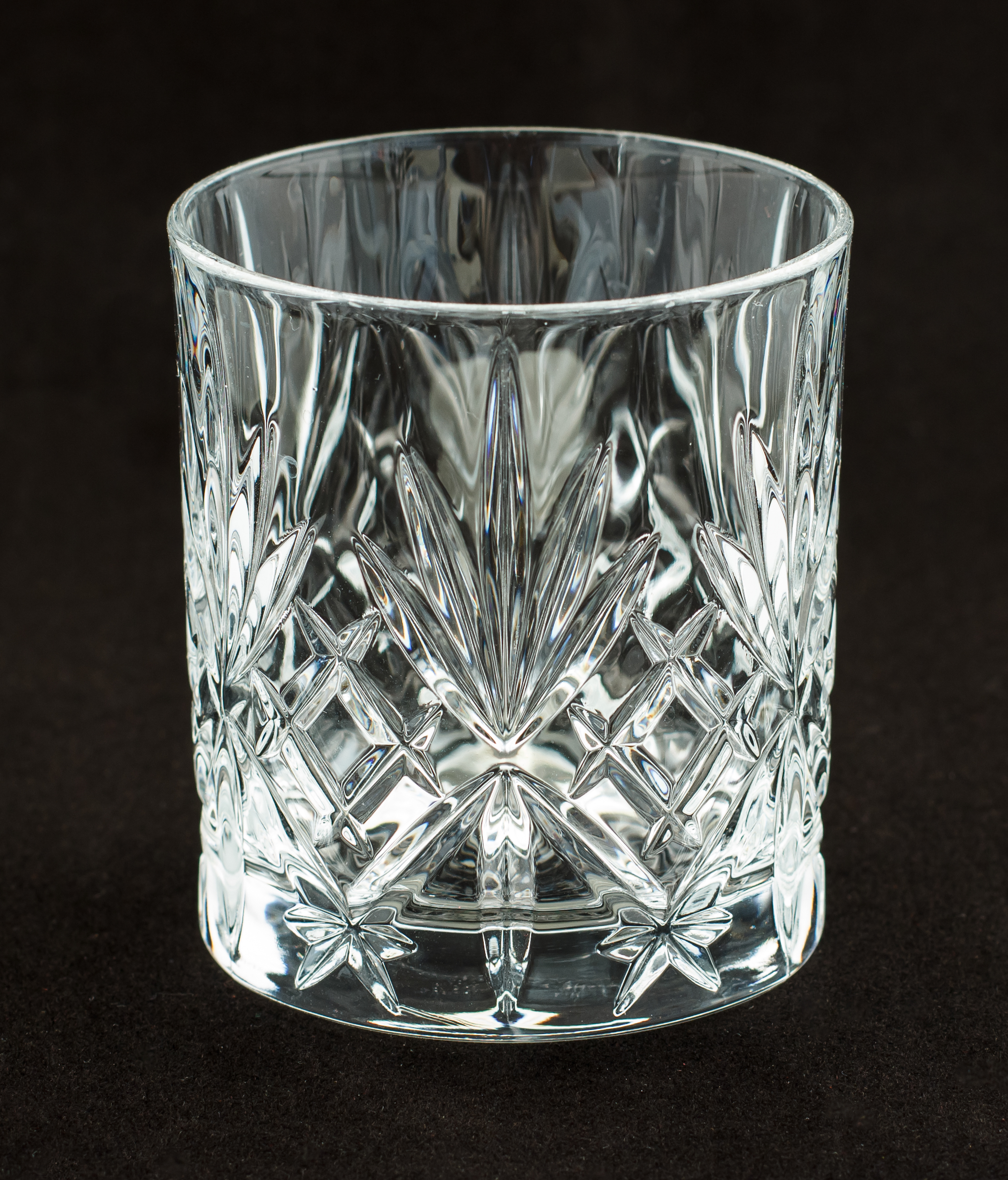
Um copo old fashioned, tradicionalmente usado para servir bebidas espirituosas

O copo old fashioned, copo rocks, copo lowball (ou simplesmente lowball), é um tumbler (copo) curto usado para servir bebidas destiladas, como Whisky puro ou com cubos de gelo ("num rocks"). Também é normalmente usado para servir certos coquetéis, como os Old fashioned, de onde o copo recebe o nome.
Os Old fashioned normalmente têm uma borda larga e uma base espessa, de modo a que os ingredientes não líquidos de um coquetel possam ser amassados usando um pilão (em inglês:  muddler) antes que os ingredientes líquidos principais sejam adicionados.

Os copos Old fashioned geralmente contêm 180 a 300 mililitros. Um copo double old fashioned (às vezes referido pelos retalhistas como copo DOF ) contém entre 350 a 470 mililitros.